# Nishiizu
Nishiizu (西伊豆町?) è una cittadina giapponese della prefettura di Shizuoka.